# Liste der slowakischen Außenminister
Diese Liste der slowakischen Außenminister listet alle Außenminister des Slowakischen Staates (1939–1945), der Slowakischen Republik (1992–1993) (Teilrepublik der Tschechischen und Slowakischen Föderativen Republik) sowie der Slowakischen Republik (seit 1993) auf.

## Historische Kurzübersicht
Das erste Gebiet mit Eigenverwaltung war das sogenannte Slowakische Land (Slovenská zem), ein autonomes Gebiet innerhalb der Tschecho-Slowakischen Republik 1938–1939. Es besaß eigene Regierungen, jedoch alle ohne einen eigenen Außenminister.
Während des Zweiten Weltkriegs spaltete sich 1939–1945 der Slowakische Staat (später auch Slowakische Republik) ab und verfügte über eigene Regierungen einschl. Außenminister.
Die Slowakische Republik, ab 1969 als Teilrepublik der Tschechoslowakischen Sozialistischen Republik (1960–1990), hatte eigene Regierungen, jedoch kein eigenes Außenministerium; 1990–1992 als Teilrepublik der Tschechischen und Slowakischen Föderativen Republik hatte eigene Regierungen einschließlich eines Außenministeriums, das Bezeichnung „Ministerium für internationale Beziehungen“ trug. Der Nachfolgestaat Slowakische Republik (seit 1993) hat ebenfalls ein eigenes Außenministerium.

## Slowakischer Staat(1939–1945)
| Antritt           | Abgang            | Außenminister       | Lebensdaten | Partei                          | Regierung                                       |
| ----------------- | ----------------- | ------------------- | ----------- | ------------------------------- | ----------------------------------------------- |
| 1939              | 1940              | Ferdinand Ďurčanský | 1906–1974   | Hlinkas Slowakische Volkspartei | Regierung Jozef Tiso IV, Regierung Vojtech Tuka |
| 26. Oktober 1939  | 2. September 1944 | Vojtech Tuka        | 1880–1946   | Hlinkas Slowakische Volkspartei | Regierung Vojtech Tuka                          |
| 2. September 1944 | 8. Mai 1945       | Štefan Tiso         | 1897–1959   | Hlinkas Slowakische Volkspartei | Regierung Štefan Tiso                           |

## Slowakische Republik (seit 1993)
| Antritt            | Abgang             | Außenminister       | Lebensdaten | Partei | Regierung                                                                       |
| ------------------ | ------------------ | ------------------- | ----------- | --- | ------------------------------------------------------------------------------- |
| 24. Juni 1992      | 19. März 1993      | Milan Kňažko        | * 1945      | Bewegung für eine demokratische Slowakei | Regierung Vladimír Mečiar II                                                    |
| 19 März 1993       | 15. März 1994      | Jozef Moravčík      | * 1945      | Bewegung für eine demokratische Slowakei | Regierung Vladimír Mečiar II                                                    |
| 15. März 1994      | 13. Dezember 1994  | Eduard Kukan        | 1939–2022   | Democratic Union | Regierung Jozef Moravčík                                                        |
| 13. Dezember 1994  | 27. August 1996    | Juraj Schenk        | * 1948      | Bewegung für eine demokratische Slowakei | Regierung Vladimír Mečiar III                                                   |
| September 1996     | 11. Juni 1997      | Pavol Hamžík        | * 1954      | Bewegung für eine demokratische Slowakei | Regierung Vladimír Mečiar III                                                   |
| 11. Juni 1997      | 6. Oktober 1998    | Zdenka Kramplová    | * 1957      | Bewegung für eine demokratische Slowakei | Regierung Vladimír Mečiar III                                                   |
| 6. Oktober 1998    | 30. Oktober 1998   | Jozef Kalman        | * 1951      | Združenie robotníkov Slovenska | Regierung Vladimír Mečiar III                                                   |
| 30. Oktober 1998   | 4. Juli 2006       | Eduard Kukan        | s. o.       | Slovenská demokratická koalícia (bis 15. Oktober 2002), Slovenská demokratická a kresťanská únia – Demokratická strana (ab 15. Oktober 2002) | Regierung Mikuláš Dzurinda I, Regierung Mikuláš Dzurinda II                     |
| 4. Juli 2006       | 26. Januar 2009    | Ján Kubiš           | * 1952      | Smer – sociálna demokracia | Regierung Robert Fico I                                                         |
| 26. Januar 2009    | 8. Juli 2010       | Miroslav Lajčák     | * 1963      | Smer – sociálna demokracia | Regierung Robert Fico I                                                         |
| 8. Juli 2010       | 4. April 2012      | Mikuláš Dzurinda    | * 1955      | Slovenská demokratická a kresťanská únia – Demokratická strana                                                                               | Regierung Iveta Radičová                                                        |
| 4. April 2012      | 21. März 2020      | Miroslav Lajčák     | * 1963      | Smer – sociálna demokracia | Regierung Robert Fico II, Regierung Robert Fico III, Regierung Peter Pellegrini |
| 21. März 2020      | 8. April 2020      | Richard Sulík       | * 1968      | Sloboda a Solidarita | Regierung Matovič                                                               |
| 8. April 2020      | 13. September 2022 | Ivan Korčok         | * 1964      | Sloboda a Solidarita | Regierung Matovič                                                               |
| 13. September 2022 | 15. Mai 2023       | Rastislav Káčer     | * 1965      | Demokrati | Regierung Heger                                                                 |
| 15. Mai 2023       | 25. Oktober 2023   | Miroslav Wlachovský | * 1970      | parteilos | Regierung Ódor                                                                  |
| 25. Oktober 2023   | amtierend          | Juraj Blanár        | * 1966      | Smer – sociálna demokracia | Regierung Robert Fico IV                                                        |

## Quelle
- Webseite der Regierung der Slowakischen Republik, Übersichten über die Regierungen der Slowakischen Republik seit 1989, online auf: vlada.gov.sk/...